# Jedidiah Goodacre
Jedidiah Goodacre, est un acteur canadien, né le 11 janvier 1989 à Petrolia (Ontario) au Canada.

## Biographie
Il est né à Petrolia (Ontario) au Canada et a grandi avec ses trois frères et sœurs plus âgés que lui. Il a fait une école de théâtre à Vancouver, en 2012, afin d’être formé pour la télévision et le cinéma.

### Carrière
En 2018, il incarne le vampire Roman Müller, dans la série télévisée The Originals, la série dérivée de Vampire Diaries durant la cinquième saison. La série est diffusée entre le 3 octobre 2013 et le 1er août 2018 sur le réseau The CW.
En 2019, il rejoint le casting de Legacies, la série dérivée de Vampire Diaries et The Originals le temps d'un épisode durant lequel, il reprend le rôle de Roman Müller. 
En 2019, il rejoint le casting de la série The Order disponible sur Netflix depuis le 7 mars 2019, aux côtés de Jake Manley et Sarah Grey dans le rôle de Kyle, personnage récurrent lors de la première saison. 
La même année, il incarnera le sorcier Dorian Gray, propriétaire d'une boite de nuit et jeune homme assez énigmatique dans la série, Les Nouvelles Aventures de Sabrina.. 

## Filmographie

### Cinéma
- 2014 : Way of the Wicked de Kevin Carraway : Matt
- 2015 : À la poursuite de demain de Brad Bird : Jetpack Buddy
- 2016 : Monster Cars de Chris Wedge : Jake
- 2017 : The Recall de Mauro Borrelli : Charlie
- 2017 : Gregoire de Cody Bown : Louis
- 2023 : Une femme en jeu (Woman of the Hour) d'Anna Kendrick : Arnie

### Télévision

#### Téléfilms
- 2013 : Scandale au pensionnat de Jason Lapeyre : Cotton
- 2014 : Zapped : Une application d'enfer ! de Peter DeLuise : Tripp
- 2015 : Descendants de Kenny Ortega : le Prince Chad Charmant
- 2016 : Les Enfants du péché : Secrets de famille de Nancy Savoca : Jory[4]
- 2016 : L'Instinct d'une mère de Paul Shapiro : Gary Smith
- 2017 : Descendants 2 de Kenny Ortega : le Prince Chad Charmant
- 2019 : Descendants 3 de Kenny Ortega : le Prince Chad Charmant[5]
- 2021 : Descendants : Le Mariage royal (Descendants: The Royal Wedding) (court-métrage) de Salvador Simó : le Prince Chad Charmant (voix)

#### Séries télévisées
- 2015 : Descendants: School of Secrets : le Prince Chad Charmant (web-série)
- 2015 : Les 100 : Craig (saison 2, épisodes 10, 12, 14 et 16)
- 2016 : Some Assembly Required : Felix (saison 3, épisodes 1 et 2)
- 2016 : Supernatural : Henry (saison 11, épisode 12)
- 2016 : Motive : Tyler (saison 4, épisode 8)
- 2017 : Somewhere Between : Jason Tanner (2 épisodes)
- 2018 : The Originals : Roman Müller (rôle récurrent - 6 épisodes, saison 5)[2]
- 2019 : Legacies : Roman Müller (saison 1, épisodes 14 et 15)
- 2019 : The Order : Kyle (rôle récurrent - 6 épisodes, saison 1)
- depuis 2019 : Les Nouvelles Aventures de Sabrina : Dorian Gray (rôle récurrent - 6 épisodes, saison 1)
- 2025 : Tracker : Rufus (saison 2, épisode 16)